# Lavis (Houyet)
Pour les articles homonymes, voir Lavis (homonymie).
Lavis est un hameau belge de la section de Celles, situé dans la commune de Houyet, dans la province de Namur.

## Situation
Lavis est un hameau situé à la limite sud du Condroz sur un tige (altitude de 270 m) entre Celles, Soinne et Gendron, comptant une douzaine d'habitations.

## Patrimoine
Ce hameau est principalement composé de fermes et de fermettes bâties en pierre calcaire du Condroz constituant un habitat rural compact et homogène. Sept de ces constructions datant principalement du XIXe siècle sont reprises à l'inventaire du patrimoine immobilier culturel de la Wallonie.

## Source et lien externe
Inventaire Régional du patrimoine